# Whitehall (New York)
Whitehall è un comune degli Stati Uniti d'America, situato nello stato di New York, nella contea di Washington.